# Louis Van Parijs
Ludovicus Constant Julianus Van Parijs, detto Louis (Gand, 16 luglio 1908 – Gand, 6 settembre 1998), è stato un nuotatore belga.

## Carriera
Specializzato nella rana, ha vinto due medaglie ai campionati europei, nel 1926 e 1927.

## Palmarès
- Europei

Budapest 1926: argento nei 200m rana.
Bologna 1927: bronzo nei 200m rana.